# Jordbävningen i Friuli 1976
Jordbävningen i Friuli 1976 inträffade i Friuliregionen i nordöstra Italien torsdagen den 6 maj 1976. Skalvet uppmättes till 6,9 på Richterskalan, med centrum vid staden Gemona del Friuli. 989 personer dödades, 2 400 skadades och 157 000 blev hemlösa. I Italien är den känd som Terremoto del Friuli (Friuliska jordbävningen).
Jordbävningen slog till klockan 21:00, och många efterskalv kom med det mest intensiva den 15 september 1976 klockan 09:21, och orsakade extra skador på byggnader. 
77 byar i Friuliregionen drabbades. Gemona del Friuli skadades svårt och trots omfattande krisåtgärder och internationell hjälp levde ännu i slutet av 1976 15 000 personer i husvagnar, 1 000 i tält och 25 000 i evakueringscentrum. Skadan uppskattades ekonomiskt till $4,25 miljoner. Stora delar av staden har sedan återuppbyggts. Skakningarna kändes i Venedig samt Österrike och Slovenien i Jugoslavien. I Slovenien drabbades framför allt Sočaregionen där byn Breginj nästan helt förstördes.
Giuseppe Zamberletti, medlem av Italiens deputeradekammare, utsågs av Italiens regering som ledare för hjälp i området. Han fick möjlighet att samarbeta med den lokala administrationen. De nationella medel som anslagits till återuppbyggnaden av de förstörda byggnaderna gavs till Giuseppe Zamberletti och den regionala förvaltningen av Friuli Venezia Giulia. Mellan september och december 1976 inkvarterades inför vintern alla jordbävningens offer i färdigmonterade byggnader. Efter Giuseppe Zamberlettis mandat utgått kunde tack vare resursförvaltning den regionala regeringen i Friuli Venezia Giulia totalt återuppbygga flera städer. Flera år senare ses Friuli Venezia Giulia och italienska statens ingripande som ett bra exempel på effektivitet och tillförlitlighet. 
I samband med detta togs även initiativet till bildandet av Protezione Civile, Italiens civilförsvarsmyndighet som arbetar med nationell förutsägelse, förebyggande och hantering av extraordinära händelser.

### Fotnoter
1. ↑  BBC On This Day
2. ↑  Teleseismic observations of the 1976 Friuli, Italy earthquake sequence
3. ↑  John Wainwright, John B. Thornes: Environmental Issues in the Mediterranean